# Alexander Popp
Alexander Popp (Heidelberg, 4 novembre 1976) è un ex tennista tedesco.

## Carriera
In carriera ha raggiunto una finale in singolare e una in doppio. Nei tornei del Grande Slam ha ottenuto il suo miglior risultato raggiungendo i quarti di finale nel singolare a Wimbledon nel 2000 e nel 2003.

## Statistiche

### Singolare

#### Finali perse (1)
| Numero | Anno           | Torneo                                     | Superficie | Avversario in finale | Punteggio |
| 1.     | 11 luglio 2004 | Hall of Fame Tennis Championships, Newport | Erba       | Greg Rusedski        | 6-7, 6-7  |

### Doppio

#### Finali perse (1)
| Numero | Anno           | Torneo                                     | Superficie | Compagno      | Avversari in finale  | Punteggio |
| 1.     | 14 luglio 2002 | Hall of Fame Tennis Championships, Newport | Erba       | Jürgen Melzer | Bob Bryan Mike Bryan | 5-7, 3-6  |